# Aartsbisdom Dili
Het aartsbisdom Dili is sinds 2019 een rooms-katholiek aartsbisdom in Oost-Timor en was daarvoor nog een bisdom. Virgílio do Carmo da Silva was bisschop van Dili van 2016 tot 2019 en is na promotie sinds 2019 aartsbisschop van Dili.